# Defence (Schiff, 1861)
Die Defence, auch HMS Defence, war ein Panzerschiff und Typschiff der gleichnamigen Klasse, das Ende der 1850er-Jahre für die Royal Navy gebaut wurde.

## Geschichte
Die Defence wurde am 14. Dezember 1859 von der Palmers Shipbuilding and Iron Company in Jarrow auf Kiel gelegt, am 24. April 1861 vom Stapel gelassen und am 4. Dezember 1861 in Dienst gestellt. Nach ihrer Fertigstellung wurde sie der Kanalflotte zugewiesen. 1866 wurde sie in Plymouth überholt. 1868 kehrte das Schiff zur Kanalflotte zurück und 1869 wurde es zur Ablösung der Royal Alfred nach Nordamerika entsandt. 1871 wurde sie Teil der Mittelmeerflotte unter dem Kommando von Kapitän Nowell Salmon. Bei der Bergung von Gegenständen, die beim Auflaufen der Lord Clyde vor Pantelleria verloren gegangen waren, wurden Schiffsschraube und Ruder der Defence beschädigt und sie drohte an der Küste zu havarieren. 1872 wurde das Schiff in Plymouth für eine längere Überholung ausgemustert, 1874 wieder in Dienst gestellt und bis 1876 als Wachschiff auf dem Shannon eingesetzt. Anschließend wurde das Schiff erneut der Kanalflotte zugeteilt und mit dem Großteil der Flotte in das Mittelmeer verlegt, während die Mittelmeerflotte während des Russisch-Osmanischen Krieges 1878 in den Dardanellen patrouillierte. Von 1879 bis 1885 diente sie als Wachschiff auf dem Mersey und ersetzte dabei ihr Schwesterschiff Resistance. Am 20. Juli 1884 kollidierte das Schiff im Lough Swilly mit der Valiant, wobei ihr Bug beschädigt und einige Abteilungen geflutet wurden. Im Jahr 1890 wurde sie in Devonport zu einer schwimmenden Werkstatt umgebaut und 1898 in Indus umbenannt. Im August 1935 wurde sie zum Abwracken verkauft.

## Technik
Die Defence wurde als kleinere und günstigere Versionen der Panzerfregatten der Warrior-Klasse konzipiert. Dies bedeutete, dass sie nicht mit denselben leistungsstarken Motoren ausgestattet wurden und daher 2 Knoten (3,7 km/h) langsamer war und über weit weniger Geschütze verfügte. Das Schiff hatte eine Gesamtlänge von 92 m, eine Breite von 16,50 m und einen Tiefgang von 8 m. Die Verdrängung lag bei 6.150 t.

### Antrieb
Die Defence war mit einer 2-Zylinder-Dampfmaschine ausgestattet, die eine Welle antrieb und insgesamt 2.343 PS (1.723 kW) entwickelte, mit der sie eine Höchstgeschwindigkeit von 11 Knoten (22 km/h) erreichte. Der Dampf wurde von vier Heizkesseln geliefert.
Das Schiff konnte maximal 460 t Kohle mitführen, was ihm bei 10 Knoten (19 km/h) eine Reichweite von 1.670 Seemeilen (3.090 km) ermöglichte. Die Besatzung des Schiffes bestand aus 460 Offizieren und Mannschaft. Die Defence war ursprünglich als Bark getakelt, wurde aber 1864 zum Vollschiff umgeriggt. Mit einer Segelfläche von 2.276 m² erreichte sie eine Geschwindigkeit von 10,5 Knoten (19,4 km/h). Der Schornstein war halb einziehbar, um den Windwiderstand unter Segeln zu verringern. Außerdem konnte die Schiffsschraube in das Heck des Schiffes hochgezogen werden, um den Wasserwiderstand zu reduzieren.

### Bewaffnung
Die Bewaffnung der Defence sollte ursprünglich aus achtzehn 68-Pfünder-Glattrohrkanonen bestehen, acht auf jeder Breitseite des Hauptdecks und je eines vorn und achtern auf dem Oberdeck, sowie vier 40-Pfünder-Hinterladerkanonen mit gezogenem Lauf als Salutkanonen. Während des Baus entschied man sich jedoch für acht 110-Pfünder-Kanonen, zehn 68-Pfünder und vier 127-mm-Kanonen. Sechs der 110-Pfünder-Geschütze wurden auf dem Hauptdeck mittschiffs installiert, die beiden anderen wurden als Buggeschütze eingesetzt. Die 68-Pfünder-Kanonen wurden auf dem Hauptdeck montiert. Im September 1861 durchgeführte Schusstests gegen ein gepanzertes Ziel zeigten jedoch, dass der 110-Pfünder dem 68-Pfünder-Glattrohrgeschütz in Bezug auf die Durchschlagskraft unterlegen war und wiederholte Zwischenfälle mit Verschlüssen während der Bombardierung von Shimonoseki und der Bombardierung von Kagoshima veranlassten die Marine, vom Gebrauch dieser Kanone abzusehen. Das Massivgeschoss der 68-Pfünder-Kanone wog ungefähr 30,8 kg, während die Kanone selbst 4,8 t wog. Bei einer Mündungsgeschwindigkeit von 481 m/s und einem Höhenrichtwinkel von +12° hatte die Kanone eine Reichweite von 2.900 m. Die Granate des 110-Pfünders wog zwischen 48,5 und 49,9 kg, während das Geschütz selbst 4,3 t wog. Bei einer Mündungsgeschwindigkeit von 350 m/s und bei einer Elevation von +11° hatte die Kanone eine maximale Reichweite von 3.700 m. Zwischen 1867 und 1868 wurde auf dem Schiff vierzehn 177-mm- und zwei 203-mm-Vorderladerkanonen mit gezogenem Lauf installiert. Die Granate der 203-mm-Kanone wog 79,40 kg, während das Geschütz selbst 9,1 t wog. Das Geschoss der 177-mm-Kanone wog 50,8 kg, während die Kanone selbst 6,6 t wog.

### Panzerung
Der schmiedeeiserne Panzergürtel war 114 mm dick und bedeckte das Schiff auf einer Länge von 42,70 m. Er erstreckte sich vom Oberdeck bis 1,80 m darunter und endete vorn und achtern in 114-mm-Querschotten. Die gesamte Panzerung war mit 460 mm Teakholz unterlegt.